# Manik (unidad maya)

Glífo de códice que caracteriza al manik

El manik o manik' (manich' en maya clásico reconstruido) es el séptimo día del sistema calendárico del tzolkin y simboliza al venado (kiej en maya antiguo) y una mano. Otras asociaciones con respecto a este día es el «rumbo oeste», el color negro y el dios R o Buluk Ch’Abtan, dios de la Tierra. Era también un símbolo de autoridad y equilibrio con la naturaleza.  Este glifo se representaba con una mano cerrada con el pulgar opuesto en forma de pinza frente a los otros cuatro dedos que fueron, según los mayas,  concebidos para sostener a la tierra, la luna y las estrellas. Para los mayas estos cuatro dedos también representaban las cuatro fuerzas de la naturaleza «agua, aire, sol y tierra» y a los cuatro pilares o esquinas del planeta: Tojil, Avilix, Aja B’itz y Majukutaj.